# Onthophagus macroliberianus
Onthophagus macroliberianus är en skalbaggsart som beskrevs av Moretto 2010. Onthophagus macroliberianus ingår i släktet Onthophagus och familjen bladhorningar. Inga underarter finns listade i Catalogue of Life.